# تبادل الكتب
تبادل الكتب، (المعروفة أيضًا باسم BC أو BCing أو BXing) ويُعرَّف تهجئة الأحرف BC بأنها ترك كتاب في مكان عام ليلتقطهُ الآخرون، ثم يحذون حذوهم. يُشتق المصطلح من موقع تبادل الكتب، وهو مجتمع كتب مجاني على شبكة الإنترنت تأسس عام 2001 لتشجيع قراءة وتبادل الكتب، بهدف "جعل العالم كلهُ مكتبة".

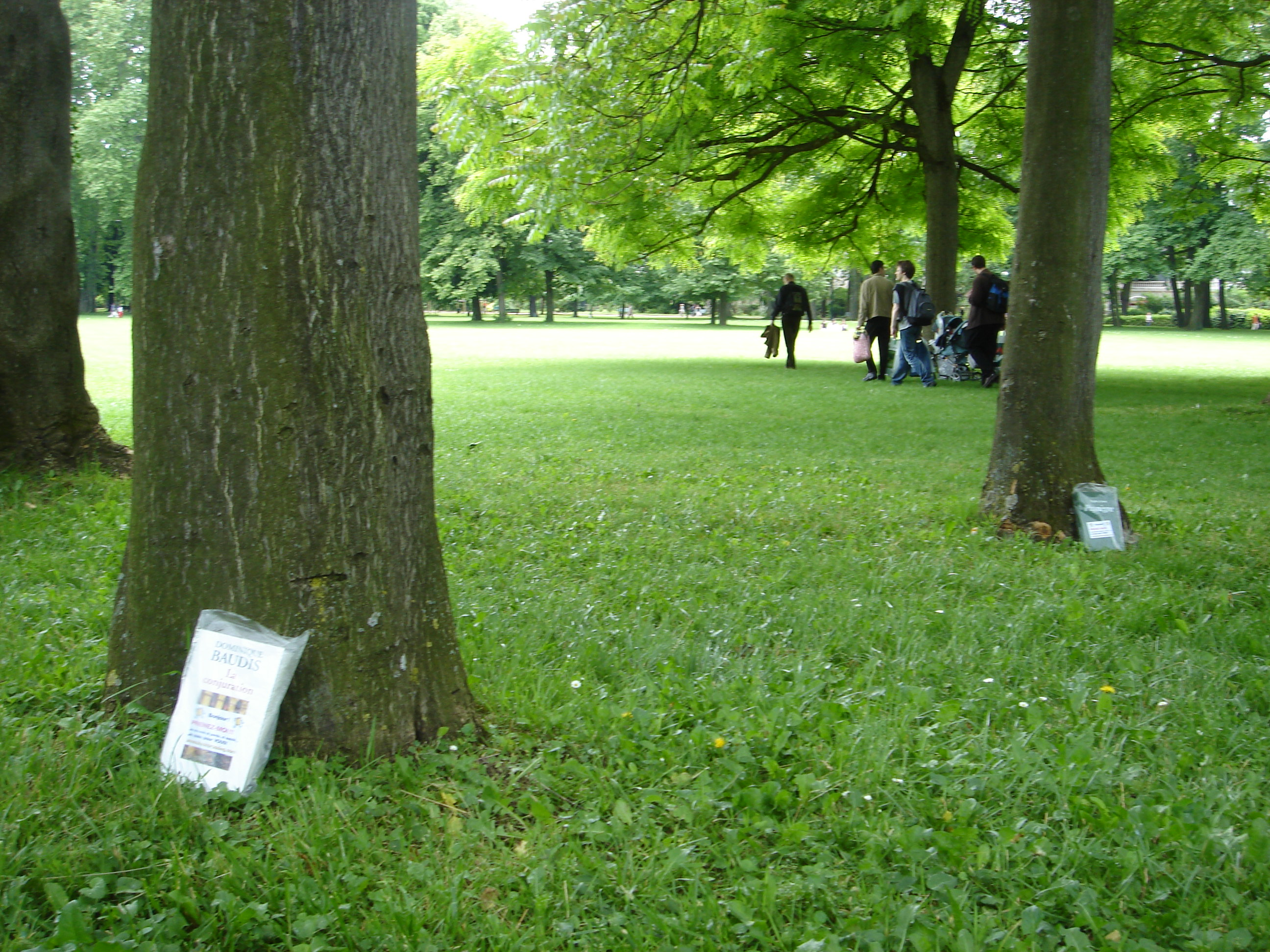
تبادل الكتب في ليون شمال شرق نيم، فرنسا، مايو 2006

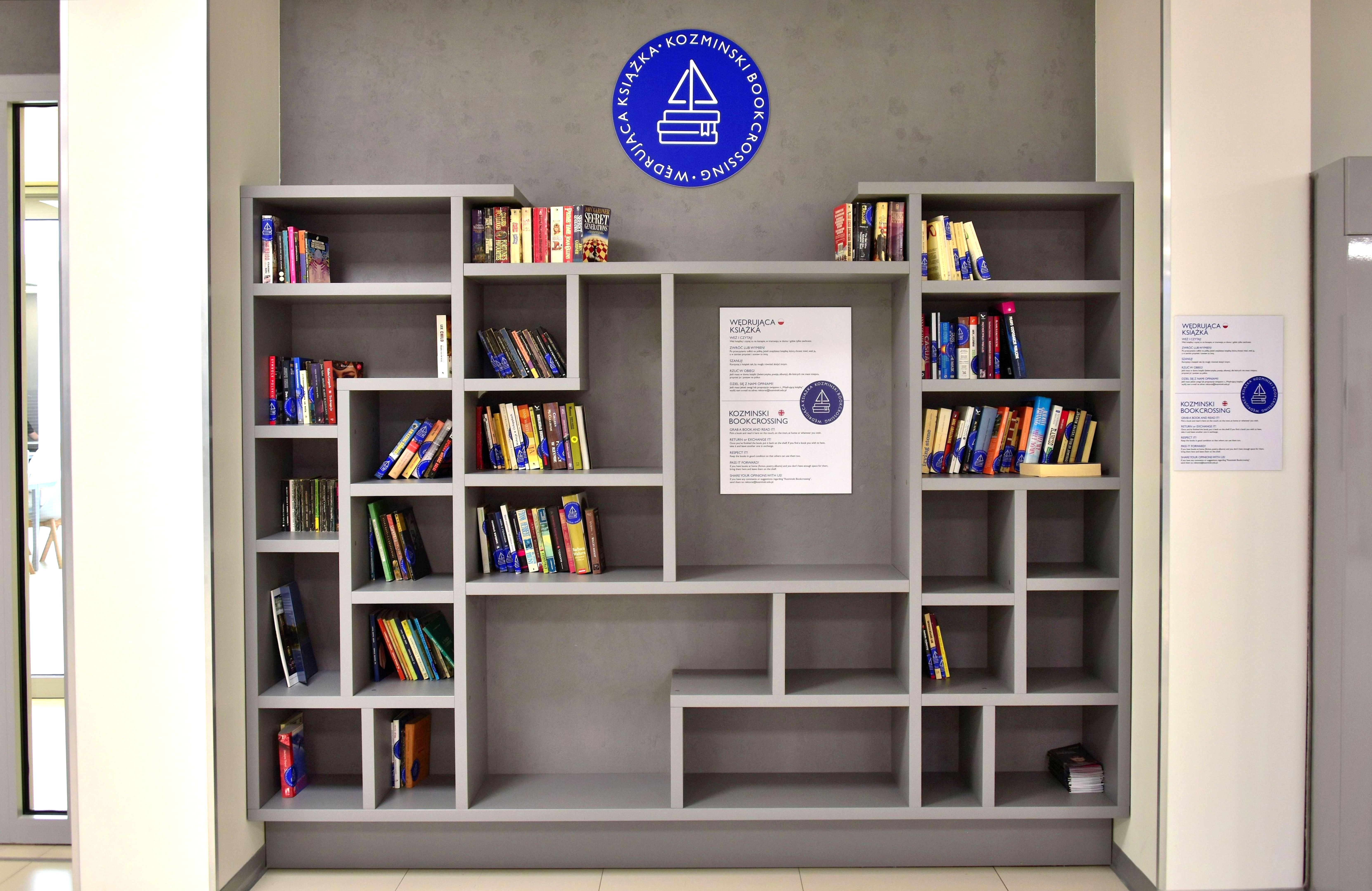
تبادل الكتب في جامعة كوزمينسكي في وارسو، مايو 2019

قد يتخذ "استعارة" الكتب أو تبادلها أشكالًا متعددة، منها النشر العشوائي للكتاب في الأماكن العامة (عندما يكون متلقي الكتاب مجهولًا)، أو النشر المُراقَب (عندما يكون متلقي الكتاب معروفًا) مع أعضاء آخرين في الموقع، أو "حلقات الكتب" حيث تنتقل الكتب بترتيب مُحدد إلى المشاركين الراغبين في قراءة كتاب مُعين. ولقد تطور الجانب المجتمعي لموقع تبادل الكتب وتوسع بطرق لم تكن متوقعة في البداية، من خلال مناقشة المدونات أو المنتديات، وقوائم البريد الإلكتروني، وعقد المؤتمرات السنوية في جميع أنحاء العالم.

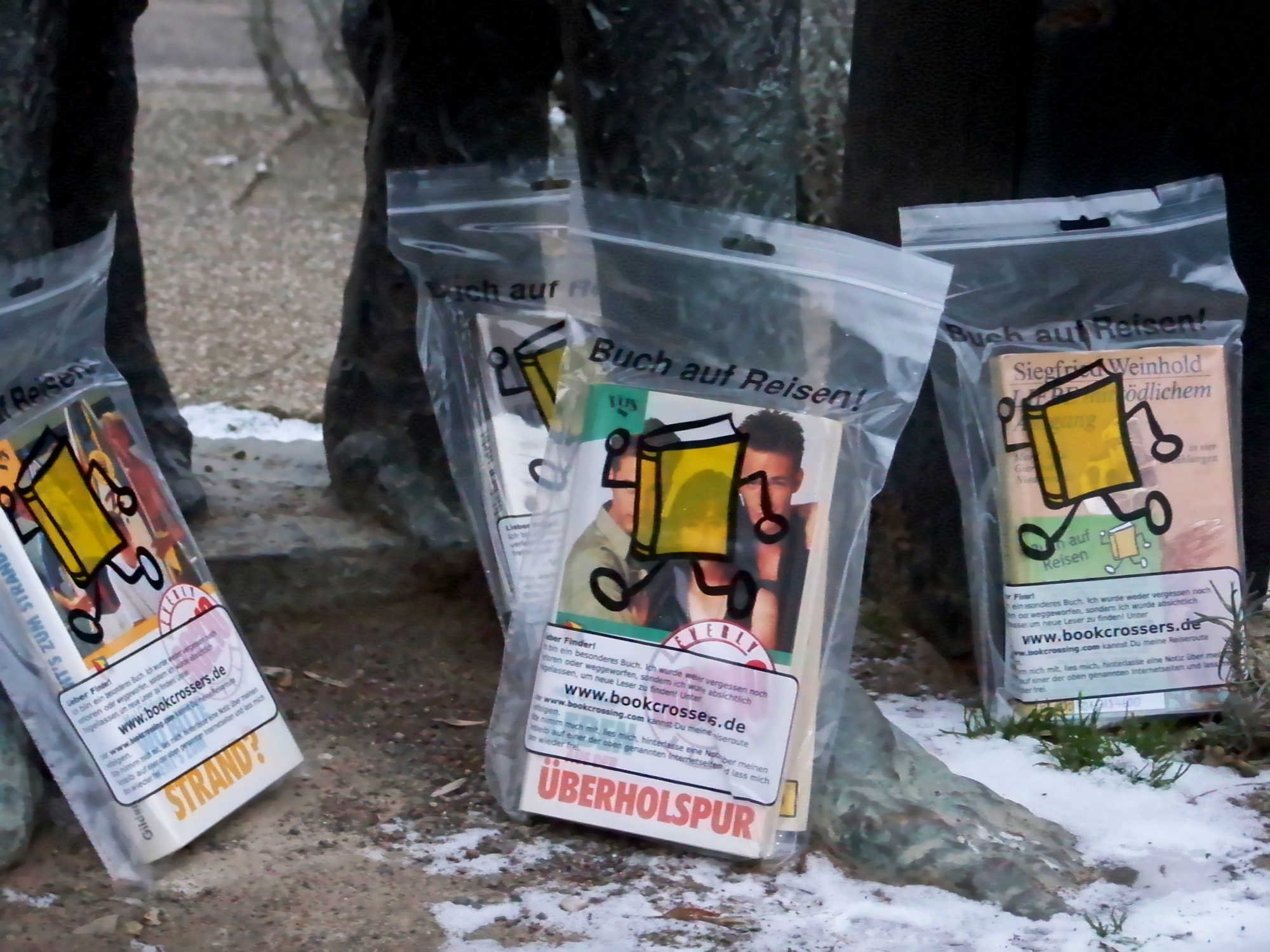
لقاء كتب في لايبزيغ، جنوب غرب برلين، ألمانيا، ديسمبر 2009

## خلفية تاريخية
وُلدت فكرة ما يُعرف الآن باسم تبادل الكتب في مارس 2001، على يد رون هورنباكر في الولايات المتحدة. تعاون الشريكان التجاريان والمؤسسان المشاركان بروس وهيذر بيدرسن مع هورنباكر لإطلاق موقع تبادل الكتب في 21 أبريل 2001. كان كلٌّ من بروس وهورنباكر طبيبين بيطريين، بينما كانت هيذر سمسارة أسهم.
بعد عامين، كان لدى الموقع أكثر من 113000 عضو، وبحلول عام 2004، أصبح بارزًا بما يكفي ليشار إليه في حلقة من المسلسل الأسترالي الجيران. في نفس العام، ظهرت ككلمة جديدة في قاموس أكسفورد المختصر، على الرغم من أنه اعتبارًا من عام 2017، احتفظ بها قاموس كولينز الإنجليزي فقط ككلمة.
تجاوز عدد الأعضاء المليون عضواً بحلول شهر مارس 2012، بينما تجاوز عدد الكتب المسجلة ثمانية ملايين وخمسمائة ألف كتاب. وبحلول شهر نوفمبر 2019، تجاوز عدد الأعضاء 1.9 مليون عضو، وتجاوز عدد الكتب المنقولة 13 مليون كتاب، موزعة عبر 132 دولة. ومن بين أكثر من 25 ألف كتاب صدرت حديثًا "في البرية" في الشهر السابق في أكثر من 60 دولة، مع إصدار أكثر من 80% من الكتب في الدول الثماني الأكثر نشاطًا (ألمانيا والولايات المتحدة وإسبانيا وإيطاليا وأستراليا والمملكة المتحدة وهولندا والبرازيل)، في حين شهدت 30 دولة إصدار كتاب في الأيام الثلاثة السابقة.
في يوليو 2007، أصبحت سنغافورة أول دولة تمنح هذا النشاط وضعًا رسميًا، حيث حددت 2000 موقع في البلاد باعتبارها "نقاطًا ساخنة"، على غرار مناطق تبادل الكتب الرسمية (OBCZ)، في مبادرة أطلقتها المكتبة الوطنية في سنغافورة.
أقيم أول يوم رسمي عالمي لتبادل الكتب في 21 أبريل 2014. ويتطور تبادل الكتب بشكل نشط في بلدان أوروبا الشرقية، وخاصة أوكرانيا منذ عام 2021 في المدن الصغيرة والكبيرة.

## الجوائز
في مايو 2005، فاز موقع تبادل الكتب بجائزتي صوت الشعب ضمن جوائز ويبي لأفضل موقع مجتمعي وأفضل موقع تواصل اجتماعي. كما ظهر موقع تبادل الكتب في برنامج إذاعي على راديو بي بي سي بعنوان "84 طريق لتباد الكتب"، والذي تضمن إصدار 84 نسخة من كتاب هيلين هانف "84 طريق تشارينغ كروس" حول العالم. رُشِّح البرنامج لجائزة أكاديمية سوني الإذاعية عام 2006.

## آلية العمل

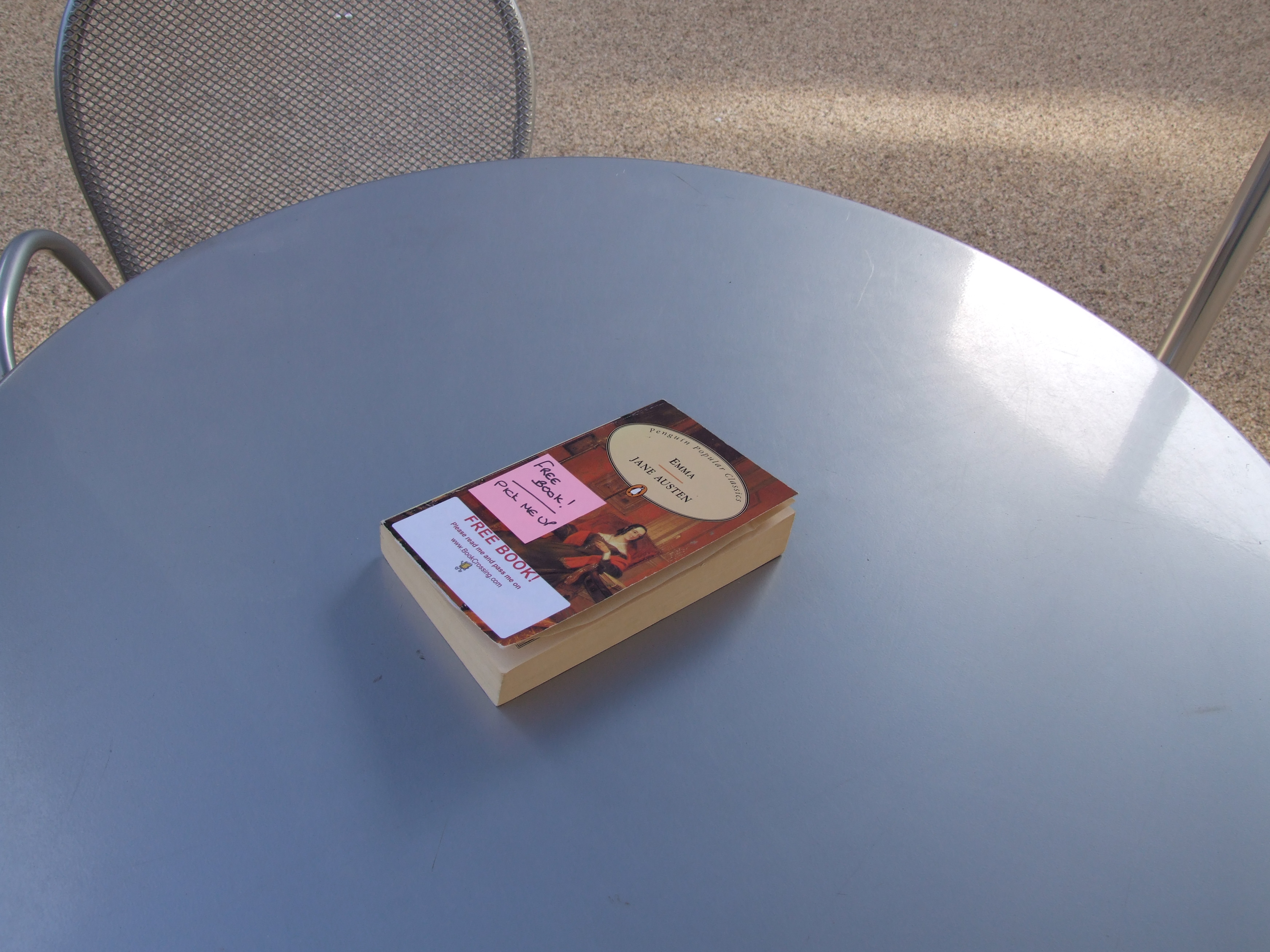
مثال على تبادل الكتب، حيث يُترك الكتاب على طاولة عامة ليأخذه أحدهم. الكتاب في الصورة يعود إلى جين أوستن وموضوع خارج مبنى فلاتيرون. أكتوبر 2008

يمكن لأي شخص يرغب بالمشاركة رسميًا في "إصدار" الكتب، سواءً بتركها في مكان عام أو إهدائها لصديق، التسجيل على موقع BookCrossing.com، مع إمكانية الحفاظ على سرية هويته عند "التقاط" أو تسجيل العثور على كتاب. يمكن لمستخدمي موقع تبادل الكتب BookCrossing.com "البحث"، حيث يذهب العضو إلى الموقع لعرض قائمة بالكتب التي صدرت مؤخرًا، ثم يذهب إلى المكان الذي تُركت فيه للعثور عليها.
يمكن أيضًا ترك الكتب في "مناطق تبادل الكتب الرسمية" (OBCZs)، الموجودة في بعض المقاهي والمطاعم والأماكن العامة الأخرى. تهدف هذه المناطق إلى تحفيز الأعضاء الحاليين في المنطقة على ترك كتبهم لمشاركتها مع الجمهور. كما أنها تُسوّق لـ "تبادل الكتب" وتزيد عدد الأعضاء.